# Севдалинка
Севдалинка је облик традиционалне градске пјесме која се пева у Босни и Херцеговини и у областима у Србији и Црној Гори које су некада биле обухваћене територијом познатом као Санџак. Настала је као резултат дугог процеса акултурације у ком се традиционална усмена поезија јужнословенског становништва спојила са музичким утицајима Османског царства. Изводи се a capella или уз пратњу традиционалних инструменат. Главна функција севдалинке је приповедање, односно причање приче. Певају их професионални извођачи и аматери свих полова и порекла и представља кључни део сценског фолклора. Због своје функције приповедања, севдалинка се показује континуирано релевантном за различите заједнице, као део њиховог идентитета. Често се преноси унутар породица, а наследници током времена додају индивидуалне варијације. Пракса се преноси и кроз образовни систем. 
Као важан облик културног изражавања, севдалинка пружа осећај повезаности и припадности заједници. То је важан повезујући фактор који прихватају, цене и промовишу припадници свих етничких група, полова и идентитета. Године 2024. севдалинка је, на предлог Босне и Херцеговине, уписана на Унескову листу нематеријалног културног наслеђа човечанства.

## Етимологија
Ријеч севдалинка је настала од турске ријечи sevda што значи љубав, док су значења сродне ријечи севдах — миловање, љубавна чежња, страст, занос, ватрена жеља, дубоко нагнуће, жарка склоност; љубавна патња, уздисање.
Такође, „дерт” или „севдах” је осећање својствено свим балканским народима и коренима је везано за поезију и уметност Истока. Овај израз означава психолошко стање: „Данас јесмо, сутра ко зна где смо!”. Ово осећање српска музика изражава избегавајући оријенталне лествице, а замењује их трилерима и осталим украсима достојним француске барокне музике.
Постоје и ставови да реч севдах, која се налази у основи речи севдалинка, потиче од арапске речи sawda која означава црну жуч која је по веровању арапских и грчких лекара један од четири елемента који сачињава људски организам. Пошто је љубав узрок меланхоличних расположења, извршено је њено повезивање са црном жучи. Због тога је у турској језику sawda била основа за реч севда (тур. sevda) која значи љубав. Додавањем слова х настао је севдах од којег је још мрачнији, тужнији и љубавнији карасевдах, крајњи стадијум љубавног заноса и припадајуће туге и жалости који људи речима могу да опишу.

## Поријекло севдалинке
Омер Побрић даје сљедећу дефиницију севдалинке: »Севдалинка је босанска, градска љубавна пјесма, при чему ријеч „босанска“ географски одређује аутохтоност севдалинке, ријеч „градска“ урбаност, а ријеч „љубавна“ садржајну тематику.«
Севдалинка је првенствено градска босанска народна пјесма, мада је популарна, писана, компонована и певана широм југоисточне Европе, посебно у Србији и Црној Гори. Њени коријени сежу до времена османске владавине на Балканском полуострву, с тим да су првобитни аутори многих севдалинки углавном непознати, те се стога може говорити о севдалинци као народној пјесми.
Национално својатати севдалинку и саз (као што се то дешава данас у случају исламског живља) или их национално одбацивати (како то данас чини православни и католички живаљ), спада у највеће парадоксе историје музике.— Ђакон Владимир Савић у тексту „О поријеклу саза и севдалинке“
У музичком погледу севдалинку одликује лагани, спори или умјерени темпо и богата хармонија, који остављају меланколичан осјећај код слушаоца. Својом су структуром севдалинке веома комплексне пјесме, набијене емоцијама, а традиционално се изводе са доста страсти и душевности. 
Вокални извођач севдалинке често намеће ритам и темпо пјесме, који могу варирати у њеном току. Пјесму обично изводи један мушки вокал, мада женски вокали нису неуобичајени. Обично је изводи мањи оркестар, који садржи хармонику (најистакнутији инструмент у ансамблу), виолину, (махом класичне) гитаре с пластичним жицама и/или понекад друге жичане инструменте, флауту или кларинет, контрабас и добош, мада су раније кориштени и традиционални народни инструменти попут саза. Између строфа се скоро увијек може чути хармоникашки или виолински соло. Њени текстови су баладе, обично посвећене заљубљивању или несретној љубави, а отуда и поријекло севдалинке, која осим значења „љубав“ у себи садржи и остала значења као: „страст“ или „љубавни жал“.

## Извођачи
Најистакнутији интерпретатори севдалинке у 20. веку код нас јесу Сафет Исовић, Недељко Билкић, Химзо Половина, Неџад Салковић, Заим Имамовић, Слободан Лалић, Мехо Пузић, Винко Брнада, а међу најпознатије интерпретаторке убрајају се Беба Селимовић, Нада Мамула, Зехра Деовић, Зора Дубљевић,  Силвана Арменулић, Аземина Грбић, Вида Павловић, Јасна Кочијашевић,. 
Иако су је већином изводили пјевачи традиционалне народне музике, севдалинка се знала пробити и до музичара који овом жанру традиционално не припадају. Тако су током своје богате каријере севдалинке снимали или изводили Јосипа Лисац (легендарна изведба пјесме Сафета Исовића "Омер-беже"), Ибрица Јусић (са читавим албумом севдалинки Аманет из 2003. године), Јадранка Стојаковић ("Што те нема"), Тоше Проески и Здравко Чолић, а севдалинке су узете и за основу неколико пјесама загребачког кантаутора Џонија Штулића (његов бенд Азра добио је име по стиху из севдалинке: "Ја се зовем Ел Мухамед / Из племена старих, Азра"). Једна песма Ђорђа Балашевића носи назив "Севдалинка".
Током 1990-их година ансамбл Mostar sevdah reunion окупља се у Мостару и раних 2000-их снима у новој верзији низ популарних босанских севдалинки, чиме ради на њеној широкој популаризацији на свјетској музичкој сцени. Ансамбл сарађује с великанима етно-пјесме у регији (нпр. Есмом Реџеповом, Шабаном Бајрамовићем и Љиљаном Батлер) и прима значајне награде, представљајући севдалинку многим људима широм свијета.

## Писци севдалинки
Писци љубавних песама које су компоновањем музике у духу севдаха постале познате севдалинке били су и неки од познатих књижевника, као што су Лаза Костић, Јован Илић и синови, Јован Јовановић Змај, Јаков Игњатовић, Бранко Радичевић, Јанко Веселиновић, Алекса Шантић, Јован Дучић, Јовица Петковић, Исмет Алајбеговић Шербо, Сафет Кафеџић и други.
Великом броју севдалинки аутор се не зна и сматрају се делом народне традиције, тј. народним песмама. Крајем 19. века почињу да се масовније бележе текстови севдалинки. Међу првима је текстове севдалинки прикупљао и записивао Фрањо Ксавер Кухач, а после њега чешки етномузиколог Лудвик Куба, који је 1893. године четири месеца боравио у Босни и Херцеговини и прикупио и записао текстове 1113 песама.

## Познате севдалинке
- Босно моја дивна мила
- У чаршију послала ме нана
- Вино пију аге Сарајлије
- Да зна зора
- Емина
- Запјевала сојка птица
- Звијезда тјера мјесеца
- Јутрос ми је ружа процветала
- Кад ја пођох на Бембашу
- Мила мајко шаљи ме на воду
- Мујо кује коња по мјесецу
- Не клепећи нанулама
- Ој дјевојко, џиџо моја
- Снијег паде на бехар, на воће
- Тамбурало момче у тамбуру
- У лијепом, старом граду Вишеграду
- У Стамболу на Босфору
- Што те нема
- Зарасле су стазе моје
- Крај танана шадрвана